# Países Baixos do Sul

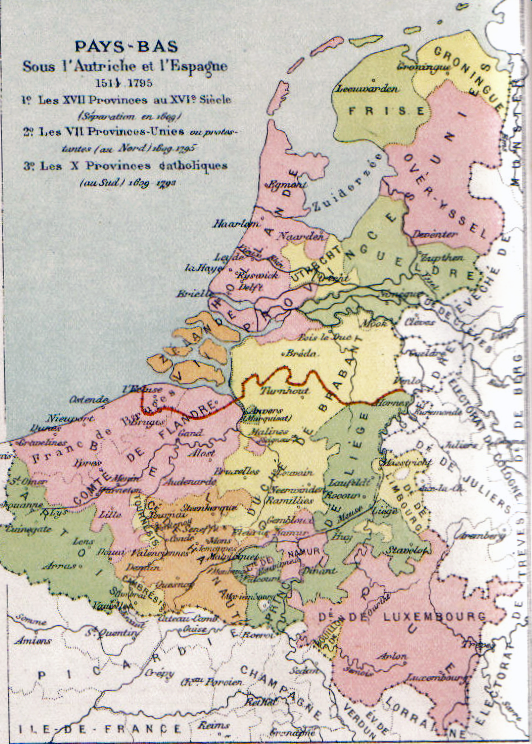
Mapa dos Países Baixos onde se destacam os Países Baixos Meridionais, a sul da linha (vermelha) de fronteira. O Principado de Liège está assinalado a verde.

Países Baixos do Sul ou Países Baixos Meridionais (em francês Pays-Bas méridionaux; em holandês Zuidelijke Nederlanden) é a parte sul do território da região dos Países Baixos. O seu território,  correspondente em sua maior parte à Bélgica e ao Luxemburgo contemporâneos.

## História
Em 1549, os diversos feudos (Ducados, Condados e Senhorios) localizados na região dos Países Baixos, e que haviam sido herdados pelos Duques de Borgonha, foram reunidos nas Dezessete Províncias.
Em 1579, as províncias do norte e algumas províncias do sul uniram-se na União de Utrecht e iniciaram a Revolta Holandesa contra o domínios dos Habsburgo. A revolta teve como conseqüência a separação entre os Países Baixos do Sul e os Países Baixos do Norte, separação que veio a ser legitimada através da Paz de Münster em 1648.
O tratado de paz formalizou a independência das províncias do norte, na denominada República das Províncias Unidas. Porém as províncias do sul mantiveram-se sob o domínio dos Habsburgos:
- primeiro dos Habsburgo de Espanha (até 1713) - daí o território ser chamado Países Baixos espanhóis;[2]
- e após a Guerra de Sucessão de Espanha, dos Habsburgo da Áustria - pelo que, então, passou a ser chamado de Países Baixos austríacos.[2]

Em 1794/95 os Países Baixos do Sul tiveram o seu território ocupado e anexado pela França revolucionária.
Após a batalha de Waterloo e o Congresso de Viena (1815), os Países Baixos do Sul e os Países Baixos do Norte foram reunidos no Reino Unido dos Países Baixos até que em 1830, a Bélgica e o Luxemburgo voltaram a ser defenitivamente separados dos Países Baixos do norte.